# Juan Ramón Lacadena
Juan Ramón Lacadena Calero (* 14. November 1934 in Saragossa) ist ein spanischer Agrarwissenschaftler.
Er studierte Agrarwissenschaft an der Escuela Especial de Ingenieros Agrónomos in Madrid und erwarb dort 1963 seinen Doktortitel.
Er war Mitarbeiter des CSIC, Genetikprofessor an der Universität Complutense Madrid (UCM), Abteilungsleiter an der Universidad de La Laguna  (1971) und der UCM (1971–2005).
Er war Mitglied der Sociedad Española de Genética (Sekretär 1973–1985; Präsident 1985–1990), der Comisión Nacional de Reproducción Humana Asistida (1997) und der Internationalen Bioethik-Gesellschaft (1997).

## Teilbibliographie
- Genética Vegetal. Fundamentos de su Aplicación (1970)
- Genética (4ªed. 1988)
- Problemas de Genética para un Curso General (1988)
- Citogenética (1996)
- Genética: Conceptos fundamentales (1999)
- Genética y condición humana (1983)
- La Genética: Una narrativa histórico-conceptual (1986)
- Fe y Biología (2001)
- Genética y Bioética (2002).